# Rachid Madrane
Rachid Madrane (n. Bruselas, 1968) es un político y periodista belga, miembro del Partido Socialista (PS). Actualmente, se desempeña como diputado federal en la Cámara de Representantes de Bélgica y concejal en el municipio de Etterbeek.

## Trayectoria
Antes de iniciar su carrera política, Madrane trabajó como periodista en una radio privada. Se licenció en Periodismo y Comunicación en la Universidad Libre de Bruselas.
Dentro del Partido Socialista, ha ocupado diversos cargos:
- Vicepresidente de la Federación Socialista de Bruselas (desde 2011).[1]
- Diputado federal en la Cámara de Representantes de Bélgica (desde 2010).
- Concejal del Partido Socialista en Etterbeek (desde 2010, previamente también en 2000).
- Diputado regional de Bruselas (2004-2009).
- Portavoz de la Federación Socialista de Bruselas, junto a Philippe Moureaux.
- Consejero de prensa de la vice primera ministra y ministra de Justicia, Laurette Onkelinx.

Es conocido por su trabajo en la lucha contra la discriminación en el empleo en la Región de Bruselas. En 2008, impulsó la "ordonnance Madrane" en el Parlamento de Bruselas, una ley regional destinada a favorecer la contratación de solicitantes de empleo de barrios con alta tasa de paro en las administraciones públicas y regionales.
En el municipio de Etterbeek, ha ocupado el cargo de concejal de cultura, presupuesto, cohesión social y bibliotecas.

## Cronología
- 1968: Nacimiento en Bruselas.
- 1985: Adhesión al PS en el marco de las campañas Touche pas à mon pote (No toques a mi amigo) de S.O.S Racismo.
- 1987-1991: Licenciatura en Periodismo y Comunicación, Universidad Libre de Bruselas.
- Periodista en una radio privada.
- 1995: Miembro del equipo del concejal de trabajos públicos de Ixelles y coordinador del proyecto de barrio Gray-Malbeek.
- 2000: Agregado de Prensa del secretario de Estado de Vivienda.  Elegido concejal en Etterbeek y portavoz del grupo socialista en el ayuntamiento.
- Portavoz de la Federación Socialista de Bruselas y de Philippe Moureaux.
- Consejero de Prensa de la vice primera ministra y ministra de Justicia, Laurette Onkelinx.
- Junio de 2004 - junio de 2009: Diputado en el Parlamento de Bruselas y en la COCOF.
- 1 de marzo de 2010: Designado concejal en Etterbeek.
- 6 de julio de 2010: Diputado Federal del PS en la Cámara de Representantes de Bélgica, elegido por la circunscripción electoral de Bruselas-Halle-Vilvoorde.
- 2 de marzo de 2011: Elegido vicepresidente de la Federación Socialista de Bruselas.